# Овеян, Овик Вачаганович
О́вик Вачаганович Овея́н (арм. Հովիկ Հովեյան, род. 23 ноября 1956, Ереван) — армянский государственный деятель и поэт. Заслуженный деятель культуры Республики Армения (2011).
- 1973—1978 — филологический факультет Ереванского государственного университета.
- С 1978 — работал в сфере теле и радиовещания.
- С 2001 — секретарь отдела союза писателей, по совместительству директор редакции вещания культурных программ на национальном радио. Преподавал на факультете журналистики Ереванского государственного университета.
- 2004—2006 — был министром культуры и по делам молодёжи Армении.

## Сборники
- 1979 — Дом на лепестке
- 1990 — Тропа
- 1995 — Звездочёт
- 1997 — Солнце праведное
- 1999 — Бродячие леса
- 2000 — Отряд
- 2003 — Наскальные письмена